# Aphria
Aphria war ein kanadischer Hersteller von medizinischem Cannabis mit Sitz in Leamington, Ontario. 

## Geschichte
Das Unternehmen wurde 2013 gegründet und unterhält mehrere Aufzucht- und Forschungsstandorte weltweit. Mit einem Börsenwert von rund 3,8 Milliarden US-Dollar zählte Aphria im Jahr 2018 zu den größten Cannabis-Aufzuchtkonzernen der Welt. Eine Genehmigung zur Produktion und zum Vertrieb von medizinischen Cannabis-Produkten wurde 2014 durch Health Canada erteilt. Im Dezember 2017 wurde eine Einigung mit der kanadischen Apotheken-Kette Shoppers Drug Mart erzielt, gemäß derer Shoppers Drug Mart sich dazu bereiterklärte, Produkte von Aphria über seinen Online-Handel zu vertreiben.
Die Konzerntochter Aphria Deutschland errichtete in Neumünster ein Gewächshaus, in dem Aphria Deutschland als erster lizenzierter Produzent von Cannabis-Produkten in der Bundesrepublik die Pflanze Cannabis sativa anbauen wollte. Das im Herbst 2020 fertiggestellte Gewächshaus wurde unter der Einhaltung hoher Sicherheitsanforderungen erbaut. Das deutsche Bundesministerium für Gesundheit besaß als alleiniger Abnehmer der Produkte ein Nachfragemonopol und sorgte für die weitere Verteilung an die Patienten.
Am 4. November 2020 übernahm Aphria Inc. die SweetWater Brewing Company für 300 Millionen Dollar.
Im Dezember 2020 wurde die Übernahme von Aphria durch Tilray verkündet. Diese wurde 2021 abgeschlossen.